# Neoseiulus veigai
Neoseiulus veigai är en spindeldjursart som beskrevs av Gondim Jr. och Moraes 200. Neoseiulus veigai ingår i släktet Neoseiulus och familjen Phytoseiidae. Inga underarter finns listade i Catalogue of Life.